# Wise Up! Sucker
«Wise Up! Sucker» (в пер. с англ. Поумней! Ублюдок) — сингл британской рок-группы Pop Will Eat Itself выпущенный 1 апреля 1989 году лейблом RCA Records. «Wise Up! Sucker» является третьим и последним синглом, выпущенным в поддержку второго студийного альбома Pop Will Eat Itself This Is the Day…This Is the Hour…This Is This!.
Издания сингла на физических носителях фактически идентичны; исключением является промоиздание на грампластинке которое содержало только радиоверсию композиции «Wise Up! Sucker» и бисайд «Orgyone Stimulator».
После релиза «Wise Up! Sucker» разместился на 41 строчке британского чарта, однако несмотря на частую ротацию он не смог превзойти успеха предшествующего сингла «Can U Dig It?».

## Список композиций

### CD/винил/кассета
Слова и музыка всех песен — Pop Will Eat Itself.
| №  | Название                        | Длительность |
| -- | ------------------------------- | ------------ |
| 1. | «Wise Up! Sucker (12" Version)» | 5:44         |
| 2. | «Wise Up! Sucker (7" Version)»  | 3:24         |
| 3. | «Orgyone Stimulator»            | 3:04         |
| 4. | «Can U Dig It? (Riffsmix)»      | 3:18         |

### Промоиздание (винил)
| №  | Название               | Длительность |
| -- | ---------------------- | ------------ |
| 1. | «Wise Up (Radio Edit)» | 3:24         |
| 2. | «Orgyone Stimulator»   | 3:04         |

## Позиции в чартах
| Чарт (1989)                       | Высшая позиция |
| --------------------------------- | -------------- |
| Великобритания (UK Singles Chart) | 41             |

## Участники записи
- Грээм Крээб — вокал
- Клинт Мэнселл — вокал
- Адам Моул — гитара
- Ричард Марч — гитара
- Dr. Nightmare — драм-машина
- DJ Winston — диджеинг
- Робин Гудфиллоу — микширование
- Марк «Флад» Эллис — продюсирование